# José Antonio Fernández Romero
José Antonio Fernández Romero (Puenteareas, Galicia, 5 de julio de 1931 - Vigo, 19 de diciembre de 2011) fue un profesor universitario y traductor español, doctor en Filosofía y Letras y graduado en Filología Islandesa.

## Biografía
Fue profesor en varias universidades nórdicas, de Islandia, Finlandia y Suecia, y en la Universidad de Vigo. Fue traductor de Halldór Laxness, Jóhann Hjálmarsson y Hans Christian Andersen, entre otros autores. En 1996 recibió el Premio Nacional de traducción por Antología de la poesía nórdica, traducida conjuntamente con Francisco Uriz.